# 女儿河站
女儿河站，位于中华人民共和国辽宁省辽宁省锦州市太和区女儿河乡，是沈山铁路上的火车站，建于1899年，由沈阳铁路局管辖。

## 車站周邊
- 丹锡高速公路
- 锦州市太和区第三中学
- 女儿河乡中心小学
- 太和区肛肠病专科医院女儿河分院

## 歷史
- 建于1899年。

## 外部連結
- 中国铁路客户服务中心 （页面存档备份，存于）